# Barkan (fortyfikacja)
Barkan – typowe dla fortyfikacji nowożytnej element lub dzieło obronne o czworobocznym, trapezowym narysie, w którym wyróżnia się czoło, dwa barki i szyję. Czoło barkanu jest równoległe do przedpola, a szyja może być otwarta, zamknięta okopem, częstokołem, czasem osłonięta redanem lub kojcem.
Barkany jako samodzielne dzieła umieszczano zwykle wysunięte na przedpole, jako dzieło samodzielne lub element obwodu obronnego. W XIX w. trapezoidalny narys barkanu był typowy dla fortów, zwłaszcza pancernych.

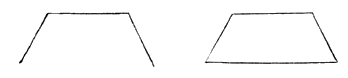
Narys barkanu, z lewej otwartego, z prawej - zamkniętego
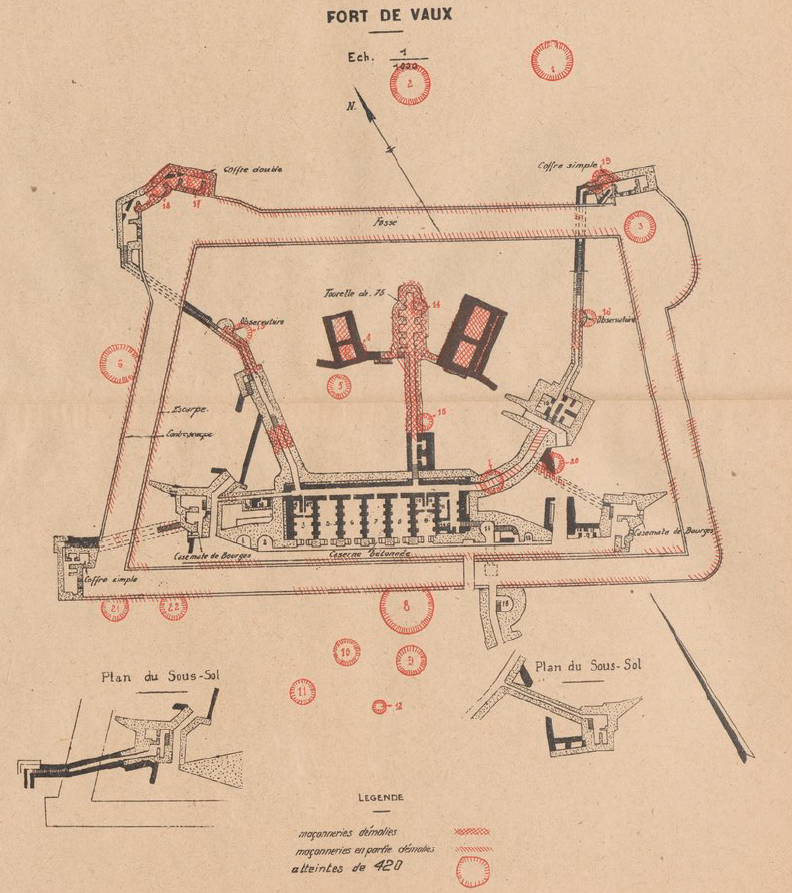
Plan fortu pancernego de Vaux, o klasycznym narysie barkanu
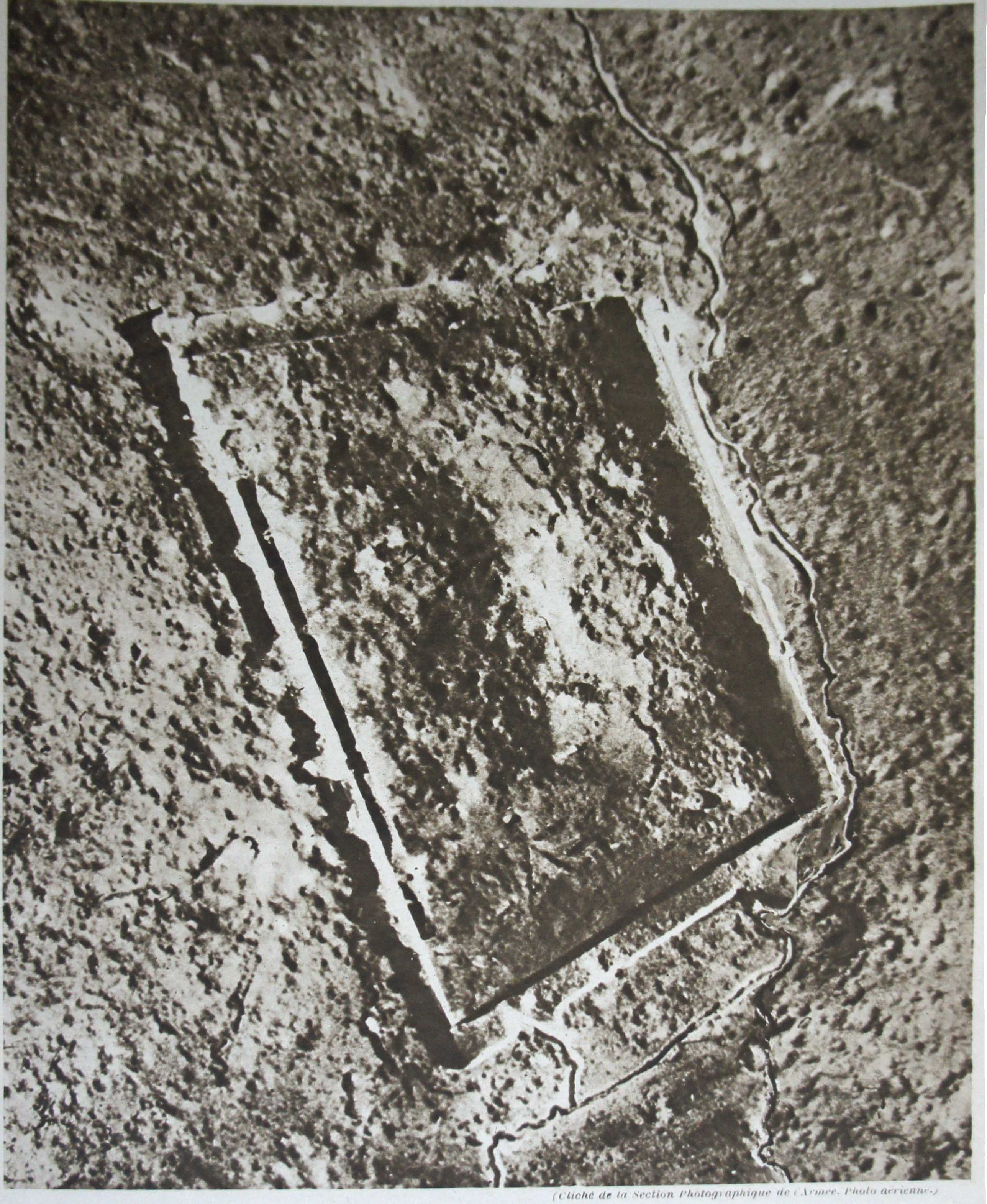
Jasno widoczny narys barkanu na zdjęciu lotniczu fortu de Vaux